# Spinetta II Malaspina
Spinetta Malaspina duca di Gravina in Puglia (Fosdinovo, ... – Fosdinovo, 1398) figlio di Galeotto I Malaspina, fu il terzo marchese di Fosdinovo..

## Biografia
Spinetta II Malaspina era figlio del marchese di Fosdinovo Galeotto I Malaspina (1355-1367), nipote di Spinetta Malaspina, Signore di Fosdinovo (1340-1352). Alla morte del padre, lui e i suoi fratelli Gabriele e Leonardo Malaspina, furono allevati dalla madre Argentina Grimaldi, nobildonna genovese già vedova del marchese Morello Malaspina di Giovagallo.

In nome dei suoi figli, promosse una causa davanti all'Imperatore Carlo IV nei confronti dei parenti che, approfittando della morte di Galeotto, avevano spogliato la sua famiglia di terre e castelli. L'imperatore, in data 18 aprile 1369, diede seguito all'appello di Argentina nominando tre dottori e un avvocato della Curia romana perché risolvessero la controversia.
Ritornati in possesso dei territori aviti, i figli Gabriele, Spinetta e Leonardo rimasero sotto la tutela di Argentina fino a quando non raggiunsero un'età che permettesse loro di governare. 

Di questi si distinsero in particolare Spinetta e Leonardo, che furono nominati cavalieri in occasione della successione di Antonio e Bartolomeo II della Scala alla signoria di Verona nel 1375. I due fratelli si stabilirono in Verona fino al 1381, anno in cui Antonio della Scala fece uccidere il fratello Bartolomeo, addebitando poi l'omicidio a diversi cortigiani tra cui, appunto, i due Malaspina. Spinetta, messo al bando da Verona insieme al fratello, divenne capitano di ventura combattendo sotto diversi eserciti, tra cui quello del duca Gian Galeazzo Visconti.
Dal 1367, intanto, almeno formalmente aveva detenuto il titolo di Marchese di Fosdinovo il fratello primogenito Gabriele I Malaspina, il cui Marchesato è enigmaticamente avvolto nella nebbia. Alla sua morte, avvenuta senza legittimi eredi nel 1390, Spinetta fece ritorno a Fosdinovo per occuparsi dei suoi interessi e per definire con il fratello Leonardo la suddivisione del feudo, che peraltro era tornato ad includere i domini precedentemente assegnati allo zio Guglielmo, poiché la sua progenie risultava estinta già nel 1374. L'intesa si raggiunse nel 1393, anno in cui i rimanenti figli di Galeotto si spartirono il territorio conquistato dal prozio.

A Spinetta II Malaspina, già duca di Gravina in Puglia per essersi distinto al servizio degli Angiò (ottenendo così da Carlo III l'investitura, per sé e i suoi eredi, di tale titolo) dal 25 marzo 1385 ed omonimo di Spinetta il Grande (il numero romano non dovrebbe esserci, visto che il primo Spinetta non fu mai Marchese, ma venne posto per una questione di rispetto e reverenza nei suoi confronti), andò il Feudo di Fosdinovo (comprensivo di Fosdinovo, Marciaso, Tendola, Posterla, Colla, villa di Bardine inferiore, San Terenzo, Giucano (allora chiamato Zuccano), Pompilio, Cecina, Castelnuovo, Vallecchia, Gorasco e altri villaggi minori) e dunque anche il titolo di Marchese di Fosdinovo, mentre a Leonardo I Malaspina (1393-1403) andò il Feudo di Castel dell'Aquila (Gragnola), che comprendeva Viano, Casola, Gassano, Tenerano, Isolano, Monzone, Vinca, Equi, Ajola, Monte de' Bianchi, Ugliano, Montefiore, Argigliano, Codiponte di Cassano, Cortila, Prato-Alebbio, Sercognano, Colognole, i possessi detenuti in Migliarina (distretto di Genova, diocesi Lunense), nonché i beni posti nel territorio di Massa e Montignoso.
Da Spinetta trae dunque definitivamente origine il casato di Fosdinovo, mentre da Leonardo prende avvio il casato del marchesi di Castel dell’Aquila. La scissione tra le due casate si ricomporrà una prima volta già nella seconda metà del XV secolo, ma solo per poco tempo. Solo nel 1644, Gragnola tornerà a lungo sotto la giurisdizione di Fosdinovo, per restarvi fino agli anni '80 del XX secolo.

### Discendenza
Sposò Giovanna Gambacorti e, in seconde nozze, dopo l'agosto 1390, Margherita Barbiano dei Conti di Cunio, che resse il marchesato nei primi anni successivi alla morte del marito, per la tenera età dei figli. Ebbe due figli:
- Gabriele Malaspina (...-1405), morto ancora giovane, nel periodo di reggenza della madre
- Antonio Alberico I Malaspina (...-9 aprile 1445), quarto marchese di Fosdinovo (1398-1445) e Signore di Massa (1442-1445)[1]